# Into the Nightlife
"Into the Nightlife" – dance-popowa kompozycja autorstwa Cyndi Lauper, Peera Åströma, Johana Bobäcka i Maksa Martina zrealizowana na dziesiąty studyjny album Lauper pt. Bring Ya to the Brink (2008). Została wydana jako trzeci singel promujący ową płytę w Japonii, a drugi w pozostałych regionach świata. Utwór objął pozycję #1 w notowaniu Billboardu Hot Dance Club Songs, stał się także pierwszym od czternastu lat singlem Lauper, który trafił na australijską listę przebojów.

## Teledysk
Wideoklip do utworu "Into the Nightlife" wyreżyserowała sama Cyndi Lauper, jego produkcji podjęło się 44 Productions. Klip powstał w nowojorskim klubie Splash Bar dnia 20 maja 2008 roku.
W teledysku wystąpiła rzesza fanów wokalistki. Colton Ford i Ari Gold − prominentne postacie nowojorskiej, gejowskiej sceny muzycznej − pojawili się w rolach cameo. Podobny występ zaliczył Lucas Silveira, transgenderyczny wokalista i gitarzysta kanadyjskiej grupy rockowej The Cliks.

## Listy utworów i formaty singla
| Amerykański singel promocyjny 1. "Into the Nightlife" (Soul Seekerz Club Mix) − 7:43 2. "Into the Nightlife" (Jody Den Broeder Club Mix) − 7:19 3. "Into the Nightlife" (Soul Seekerz Dub) − 7:41 4. "Into the Nightlife" (Jody Den Broeder Dub) − 7:49 5. "Into the Nightlife" (Soul Seekerz Radio Mix) − 3:52 6. "Into the Nightlife" (Jody Den Broeder Radio Mix) − 4:03 7. "Into the Nightlife" (Jody Den Broeder Mixshow) − 5:08 8. "Into the Nightlife" (Album Version) − 4:01 Niemiecki singel promocyjny 1. "Into the Nightlife" (Soul Seekerz Club Mix) − 7:43 2. "Into the Nightlife" (Soul Seekerz Dub) − 7:43 3. "Into the Nightlife" (Soul Seekerz Radio Edit) − 3:53 4. "Into the Nightlife" (Johnny Pinkfinger vs Mihell Mix) − 7:39 5. "Into the Nightlife" (Jody Den Broeder Mixshow) − 5:10 6. "Into the Nightlife" (Ruff Loaderz Club Mix) − 7:34 7. "Into the Nightlife" (Jody Den Broeder Club Mix) − 7:22 8. "Into the Nightlife" (Jody Den Broeder Radio Mix) − 4:02 9. "Into the Nightlife" (Jody Den Broeder Dub) − 7:49 | Brytyjski digital download 1. "Into the Nightlife" (Soul Seekerz Club Mix) − 7:43 2. "Into the Nightlife" (Jody Den Broeder Mixshow) − 5:10 3. "Into the Nightlife" (Ruff Loaderz Club Mix) − 7:34 4. "Into the Nightlife" (Johnny Pinkfinger vs. Mihell Mix) − 7:39 5. "Into the Nightlife" (Soul Seekerz Dub) − 7:43 6. "Into the Nightlife" (Jody Den Broeder Club Mix) − 7:22 7. "Into the Nightlife" (Soul Seekerz Radio Edit) − 3:53 8. "Into the Nightlife" (UK Radio Edit) − 3:56 - Jody Den Broeder Club Mix – 7:19 - Jody Den Broeder Dub – 7:49 - Jody Den Broeder Mixshow – 5:08 - Jody Den Broeder Radio Mix – 4:03 - Soul Seekerz Dub – 7:41 - Soul Seekerz Radio Mix – 3:52 - Soul Seekerz Vocal Club Mix – 7:41 |

## Pozycje na listach przebojów
| Notowanie (2008)                   | Najwyższa pozycja |
| ---------------------------------- | ----------------- |
| Australian ARIA Singles Chart      | 82                |
| Brazilian Singles Chart            | 1                 |
| Spanish Singles Chart              | 1                 |
| U.S. Billboard Hot Dance Club Play | 1                 |
| U.S. Billboard Hot Dance Airplay   | 5                 |
| U.S. Cashbox Top Dance Singles     | 1                 |
| UK Singles Chart                   | 168               |

## Historia wydania
| Region            | Data                | Format                 |
| ----------------- | ------------------- | ---------------------- |
| Stany Zjednoczone | 8 sierpnia 2008 r.  | paid download          |
| Wielka Brytania   | 22 września 2008 r. | paid download, airplay |